# Cindy Hyde-Smith
Cindy Hyde-Smith (ur. 10 maja 1959 w Brookhaven) – amerykańska polityk, członkini Partii Republikańskiej. Od 9 kwietnia 2018 roku piastuje urząd senatora Stanów Zjednoczonych z Missisipi.
W latach 2000–2012 Hyde-Smith zasiadała w Senacie Missisipi – izbie wyższej stanowego parlamentu. Początkowo była członkinią Partii Demokratycznej. W 2010 roku zmieniła partię, powołując się na konserwatywne poglądy. W latach 2011–2018 Hyde-Smith sprawowała urząd stanowego komisarza ds. rolnictwa i handlu.
W 2018 roku, gdy z powodu pogarszającego się stanu zdrowia reprezentujący Missisipi w Senacie Stanów Zjednoczonych od prawie 40 lat Thad Cochran zrezygnował ze stanowiska, gubernator Missisipi Phil Bryant mianował Hyde-Smith do kontynuowania kadencji. Nowa senator objęła urząd 9 kwietnia 2018 roku.
W listopadzie 2018 roku Hyde-Smith wystartowała w wyborach specjalnych o dokończenie kadencji senatora Cochrana. Jej głównym rywalem był kandydat demokratów Mike Espy. W głosowaniu Hyde-Smith uzyskała 41% głosów, tyle samo, co Espy. Pozostałe głosy zostały oddane na innego republikanina. W drugiej turze (Missisipi jako jeden z niewielu stanów wymaga, by wybrany senator uzyskał ponad 50% głosów) Hyde-Smith pokonała Espy'ego stosunkiem głosów 54%-46%.
Hyde-Smith jest pierwszą kobietą reprezentującą Missisipi w amerykańskim Kongresie (a więc zarówno w Senacie, jak i w Izbie Reprezentantów) w całej dwustuletniej historii tego stanu.